# Siaugues-Sainte-Marie
Siaugues-Sainte-Marie – miejscowość i gmina we Francji, w regionie Owernia-Rodan-Alpy, w departamencie Górna Loara.
Według danych na rok 1990 gminę zamieszkiwały 832 osoby, a gęstość zaludnienia wynosiła 21 osób/km² (wśród 1310 gmin Owernii Siaugues-Sainte-Marie plasuje się na 271. miejscu pod względem liczby ludności, natomiast pod względem powierzchni na miejscu 93.).